# Долгин, Валерий
Вале́рий Долгин (род. 13 марта 1964, г. Каменск-Уральский, Свердловская область) — российский гитарист, автор песен, известный по сотрудничеству со звездами российской поп-музыки В.Леонтьевым, В.Пресняковым, Л. Долиной, а также по своим сольным концертам и альбомам. Неоднократно принимал участие в создании музыки к российским кинофильмам (Турецкий гамбит, Адмирал, Каникулы строгого режима) и телесериалам (Есенин, Охота на изюбря).

## Биография
Валѐрий Долгѝн родился 13 марта 1964 г. в г. Каменск-Уральский (Россия) в семье военного и виолончелистки.

В 1981 г. начал выступать в цыганской группе «Джанг» известного скрипача Николая Эреденко. 

В 1987 г. закончил Московское музыкальное училище по классу классической гитары. 

В 1987—1988 гг. бас-гитарист в группе «Ингури» (Грузия). 

В 1990—1991 гг. участник группы «Формула-2», участие в гастрольных турах Л.Долиной. 

С 1991 г. соло-гитарист в группе В. Леонтьева «Эхо». 

В 1991 г. снялся в клипах В. Леонтьева «Ночь» и «У ворот Господних». 

В 1992 г. принял участие в записи live-видео на песню «Страна любви» для передачи «Бомонд» (в дуэте с В. Леонтьевым). 

В 1993—1995 гг. был участником известной группы «MF-3» Кристиана Рэя. 

В 1995 г. вернулся в основной состав группы В. Леонтьева «Эхо» 

В 1996 г. выступал с большими соло-партиями в супер-шоу По дороге в Голливуд (номера «Город ангелов», «Пьяное такси», «Танго разбитых сердец»). 

В 1998 г. записал гитарные партии практически ко всем песням, готовившимся к Творческим вечерам Игоря Крутого. Также принимал участие в подготовке к вечерам 2001, 2004 и 2014 гг.

В 1999 г. принял участие в записи знаменитой песни Игоря Николаева «Пять причин», основным инструментальным лейтмотивом которой стала партия, исполненная Долгиным.

В 2002 г. был издан первый сольный альбом «Маскарад».

## Дискография
2002 — Маскарад (Квадро-Диск) 
2002 — «Помни» (Sploshnoff music) 
2004 — «Эректрогитара» (Квадро-Диск) 

2005 — «Карты, джинсы & романсы» (Фонд «Русский стиль»)

2006 — «Funktom» (Монолит)

## Участие в других записях
1993 — Полнолуние 
2003 — Пелагея 
2014 — Loco "Funk U Bitch"